# Shelby Walker
Shelby Walker (* 27. Februar 1975 in Kingsville, Texas als Shelby Rogers; † 24. September 2006 in Fort Lauderdale, Florida) war eine Profiboxerin und Mixed-Martial-Arts-Kämpferin, die auch als „Shelby Girl“ bekannt war.
Nach fünf Jahren im aktiven Dienst und in der Reserve der US Army begann Walker ihre Karriere als MMA-Kämpferin. Von ihren 6 MMA-Kämpfen konnte sie drei Kämpfe gewinnen, verlor aber auch drei. Shelby erzielte mit einem nur fünf Sekunden dauernden Kampf gegen Angela Wilson in Boston, Massachusetts, den schnellsten K.-o.-Sieg in der Geschichte der MMA.
Im Jahre 2002 wurde Walker Profiboxerin. In ihrer Boxkarriere absolvierte sie 14 Kämpfe. Sie gewann sieben (davon sechs durch K. o.), verlor sechs und erreichte ein Unentschieden.
Walker wurde am 24. September 2006 tot aufgefunden, offensichtlich aufgrund einer Überdosis an Schmerzmitteln.